# Maurice G. Burnside

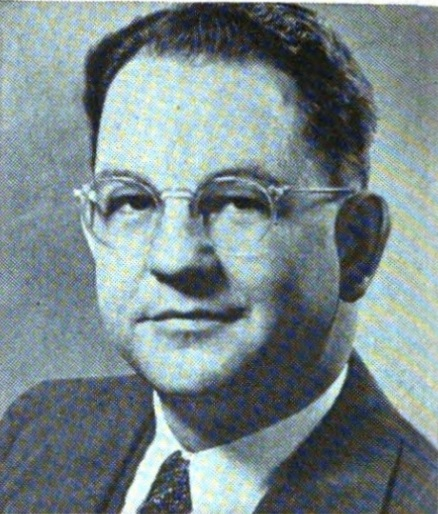
Maurice G. Burnside

Maurice Gwinn Burnside (* 23. August 1902 bei Columbia, South Carolina; † 2. Februar 1991 in Wilson, North Carolina) war ein US-amerikanischer Politiker. Zwischen 1949 und 1953 sowie zwischen 1955 und 1957 vertrat er den vierten Wahlbezirk des Bundesstaates West Virginia im US-Repräsentantenhaus.

## Werdegang
Maurice Burnside besuchte die öffentlichen Schulen in seiner Heimat in South Carolina. Zwischen 1920 und 1922 absolvierte er die Militärakademie "The Citadel" in Charleston. Danach studierte er bis 1926 an der Furman University in Greenville Jura. Es folgte ein Studium an der University of Texas in Austin, das er im Jahr 1928 beendete. 1937 schloss er seine Ausbildung nach einem Philosophiestudium an der Duke University in Durham ab. Bereits seit 1931 war Burnside im Schuldienst. Bis 1932 unterrichtete er als Lehrer an der Greenville High School in South Carolina. Zwischen 1933 und 1935 arbeitete er in der Bücherei der Duke University. Zwischen 1936 und 1937 lehrte er am Alabama Polytechnic Institute der Auburn University in Auburn. Zwischen 1937 und 1948 war Burnside Professor an der Marshall University in Huntington (West Virginia).
In diesem Staat begann er auch eine politische Laufbahn als Mitglied der Demokratischen Partei. Zwischen 1939 und 1941 saß er im Begnadigungsausschuss von West Virginia; von 1942 bis 1945 war er Vorsitzender der Arbeiterfortbildungseinrichtung (Workers Education) des Staates. 1948 wurde Burnside im vierten Distrikt von West Virginia in das US-Repräsentantenhaus in Washington, D.C. gewählt, wo er am 3. Januar 1949 die Nachfolge des Republikaners Hubert S. Ellis antrat. Nach einer Wiederwahl im Jahr 1950 konnte er bis zum 3. Januar 1953 zwei Legislaturperioden im Kongress absolvieren. In dieser Zeit wurde im Kongress der 22. Verfassungszusatz beraten und verabschiedet, der die Amtszeiten des Präsidenten beschränkte.
Bei den Wahlen des Jahres 1952 unterlag Burnside dem Republikaner Will E. Neal. Danach wurde er Abteilungsleiter der National Security Agency in Washington. 1954 konnte Burnside sein Abgeordnetenmandat von Will Neal zurückgewinnen. Damit konnte er zwischen dem 3. Januar 1955 und dem 3. Januar 1957 eine weitere Legislaturperiode im Kongress verbringen. Bei der Wahl im Jahr 1956 kam es erneut zum Duell mit Neal, das dieser für sich entscheiden konnte. Damit wurde Burnside zum zweiten Mal von Neal aus dem Kongress verdrängt. Nach dem Ende seiner Zeit im Kongress arbeitete Burnside als Geschäftsmann und Rechtsanwalt. Im Jahr 1960 war er Delegierter zur Democratic National Convention in Los Angeles, auf der John F. Kennedy als Präsidentschaftskandidat nominiert wurde. Zwischen 1961 und 1968 arbeitete Burnside für das Verteidigungsministerium in Washington. Danach wurde er als Schriftsteller tätig. Maurice Burnside starb am 2. Februar 1991 in Wilson (North Carolina).